# Bryan Hopkins
Bryan Hopkins (Dallas, 26 ottobre 1983) è un ex cestista statunitense.